# Salt Bank

Fostul logo

Salt Bank este o bancă digitală din România, înființată în anul 1998 sub numele de Romanian International Bank (RIB). Aceasta oferă servicii bancare prin intermediul unei platforme online sau a unei aplicații mobile disponibile în România, Austria, Germania, Franța, Belgia, Țările de Jos, Italia, Spania și Regatul Unit pentru cetățenii români. 
Ideea principală din spatele unei bănci digitale este să ofere clienților o experiență bancară simplificată și accesibilă, eliminând nevoia de a vizita o sucursală fizică și permițând gestionarea conturilor în mod convenabil de la distanță. 

## Istoric
Banca a fost înființată în anul 1998 sub numele de Romanian International Bank (RIB) cu un capital majoritar american, având ca acționar principal familia Daniel Roberts (din mai 2002), acționar majoritar al băncii americane Merchants Bank of California.La sfârșitul lunii iunie 2006, activele băncii erau de 69,7 milioane euro
În data de 4 decembrie 2014, grupul polonez Getin Holding a preluat Romanian International Bank, tranzacție intermediată de Crosspoint Investment Banking & Real Estate.  După rebranding, Romanian International Bank s-a lansat în data de 22 aprilie 2015 cu o nouă identitate, sub numele de Idea Bank. 
În anul 2021, Banca Transilvania a achiziționat Idea Bank prin acțiuni. În 2024 și-a schimbat numele în Salt Bank.
În anul 2024, Idea Bank SA a devenit Salt Bank SA. Filialiala băncii Idea::Broker de Asigurare a devenit BT Broker de Asigurare, iar Idea::Leasing IFN SA a devenit Avant Leasing IFN SA.